# Roodrugminla
De roodrugminla (Leioptila annectens synoniem: Heterophasia annectens) is een zangvogel uit de familie Leiothrichidae. Het is de enige soort in het monotypische geslacht Leioptila.

## Verspreiding en leefgebied
Deze soort komt voor van de Himalaya tot Vietnam en telt zes ondersoorten:
- L. a. annectans: de oostelijke Himalaya, noordelijk Myanmar en zuidwestelijk China.
- L. a. mixta: van oostelijk Myanmar en zuidelijk China tot centraal Indochina.
- L. a. saturata: oostelijk Myanmar en noordwestelijk Thailand.
- L. a. davisoni: zuidelijk Myanmar en westelijk Thailand.
- L. a. roundi: centraal Vietnam.
- L. a. eximia: zuidelijk Vietnam.

## Status
De grootte van de populatie is niet gekwantificeerd maar de soort wordt omschreven als vrij algemeen in het zuiden van zijn verspreidingsgebied en schaars tot zeldzaam in het noorden. Op de Rode lijst van de IUCN heeft deze soort de status niet bedreigd.